# Micrótomo

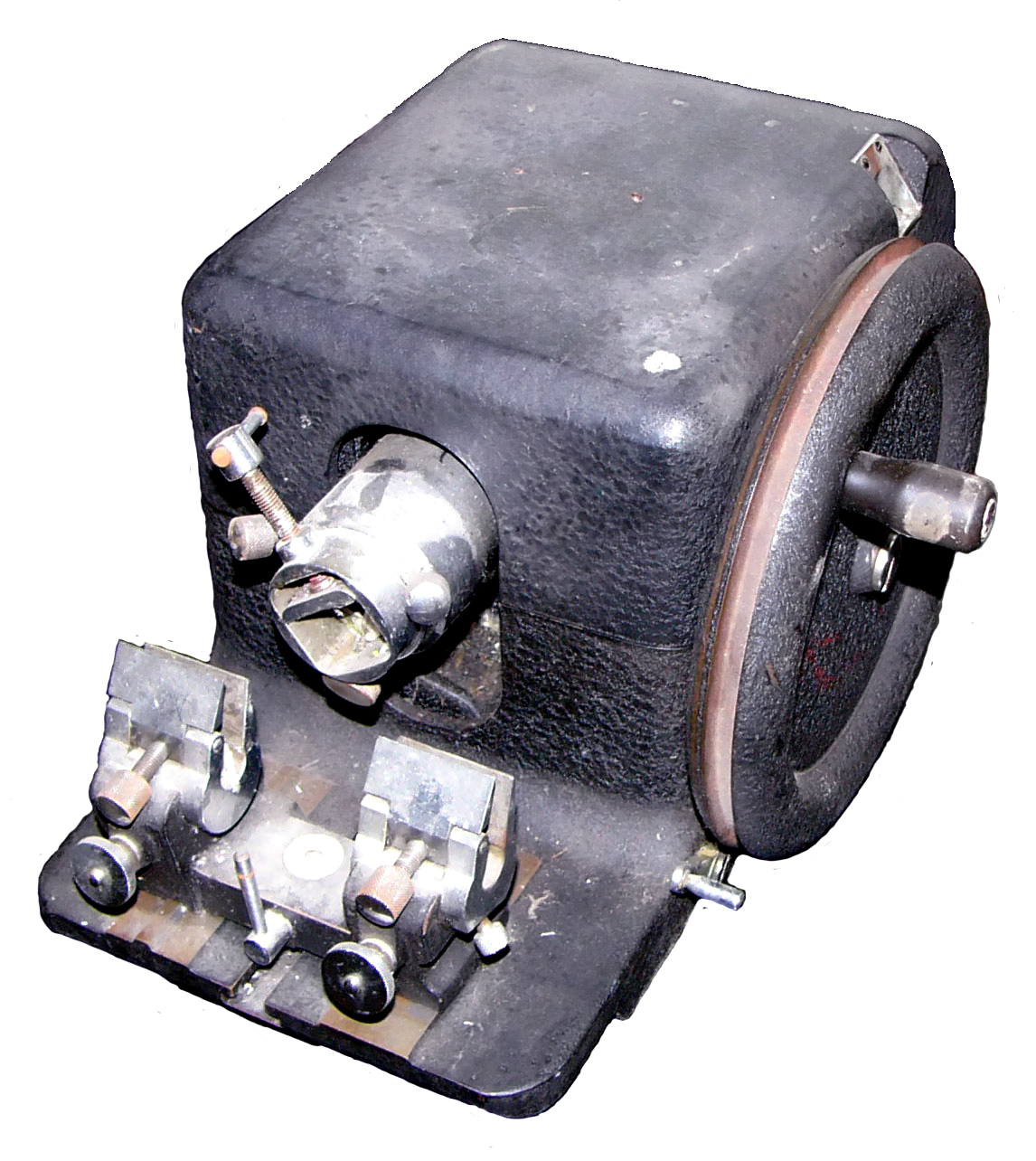
Micrótomo mecânico

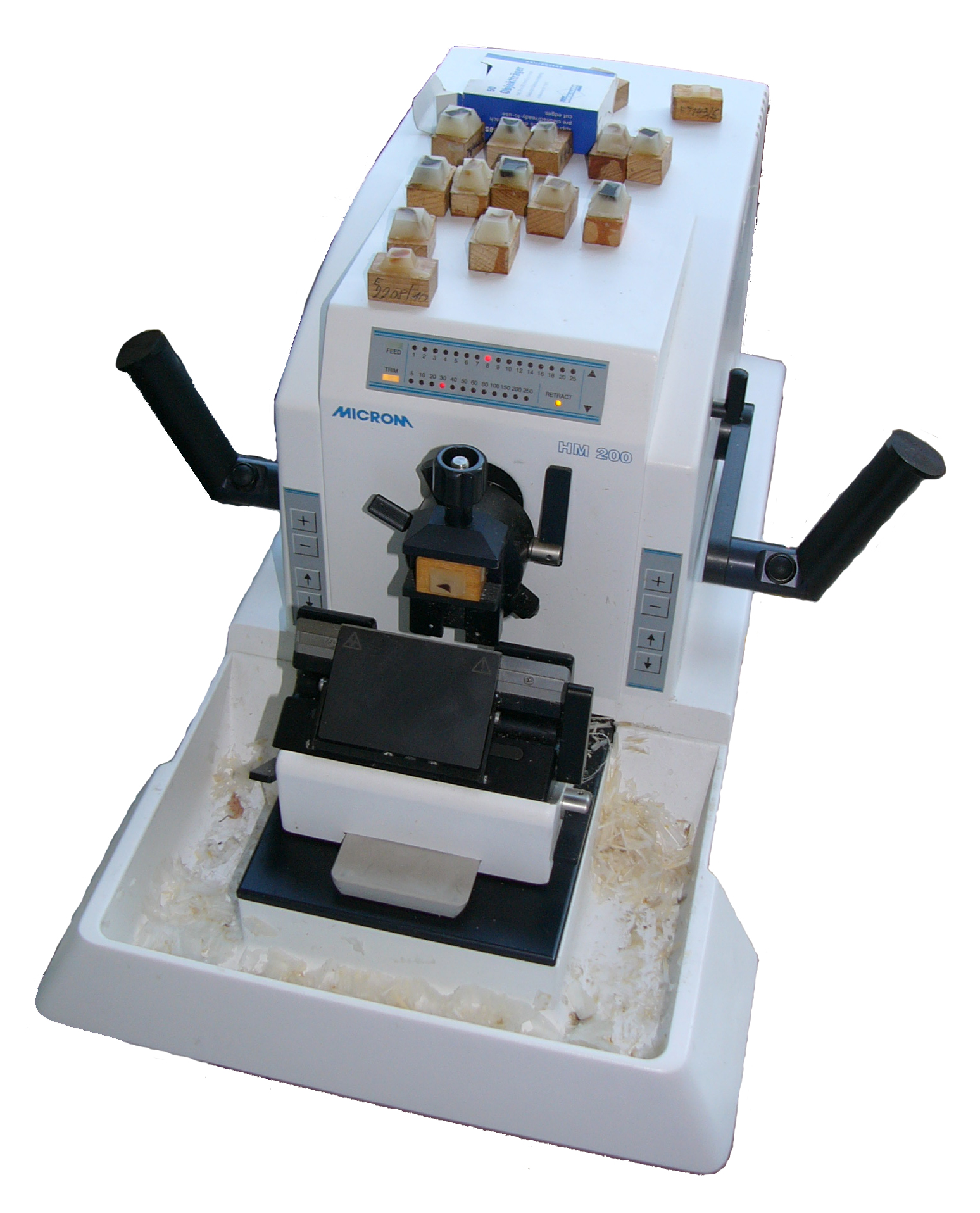
Micrótomo eléctrico

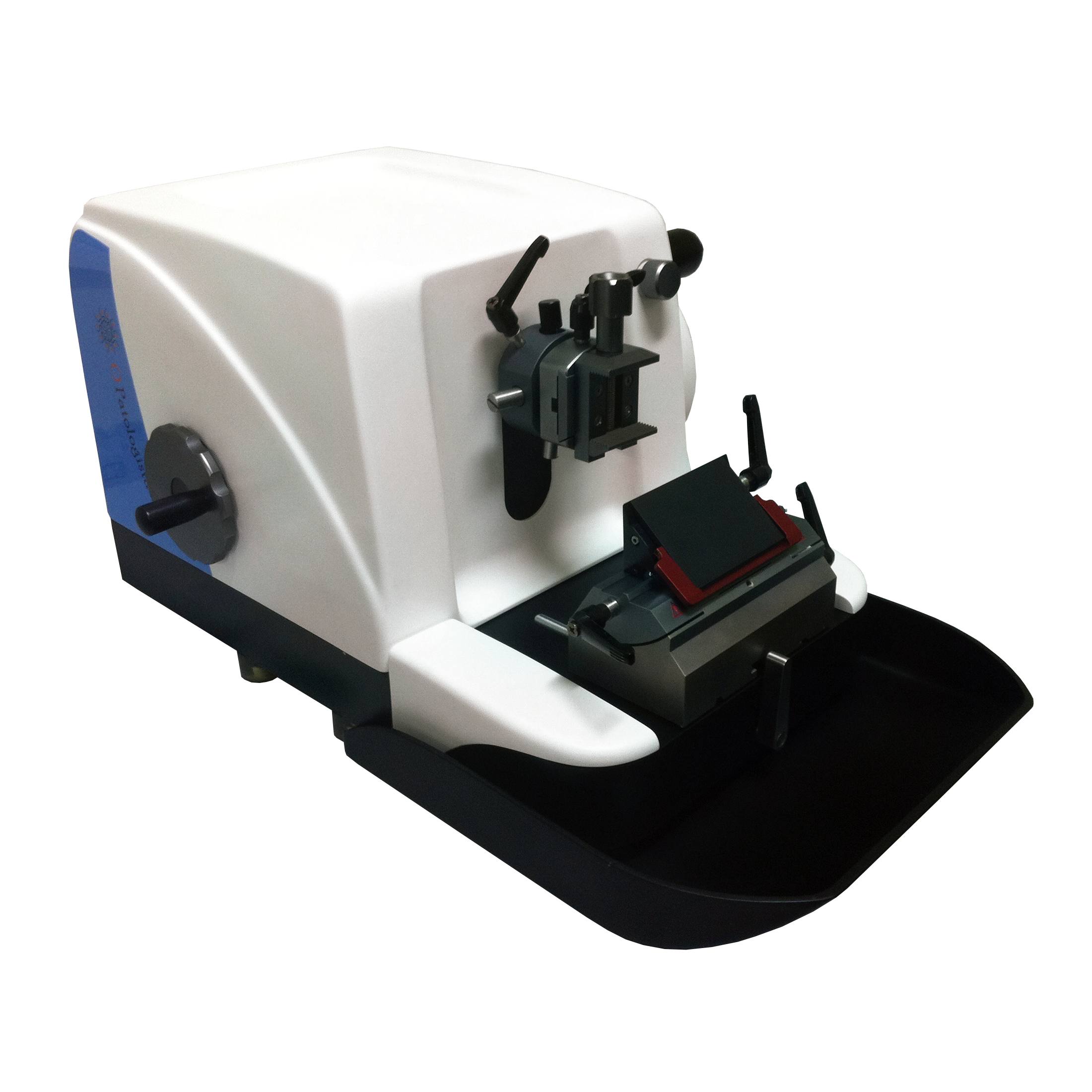
Microtomo Rotativo de Parafina O Patologista

Micrótomo é o aparelho que faz cortes microscópicos, variando geralmente de 1 a 10 μm (micrómetros) de espessura, em pequenas amostras de material biológico (tecidos vegetais e animais, bem como cultura de células) emblocadas em resinas específicas (parafina, paraplast, historresina, metacrilato) para análise em microscópio óptico.
Há, também, o ultramicrótomo que faz cortes entre 50 e 70 nm (nanômetros) de espessura, para serem visualizados em um microscópio eletrônico de transmissão.

## Etimologia
Micro (do grego mikrós: pequeno); tomo (do grego tomé: corte; seção).  